# Juliana von Oldenburg-Delmenhorst
Juliana von Oldenburg-Delmenhorst (* 2. Juli 1615 in Delmenhorst; † 16. Mai 1691 in Weiltingen) war als Witwe von Herzog Manfred von Württemberg-Weiltingen von 1662 bis 1679 Regentin des kleinen Herzogtums.

## Leben
Juliana war eine Tochter des Grafen von Delmenhorst, Anton II. von Oldenburg, und dessen Ehefrau Sibylla Elisabeth von Braunschweig-Dannenberg. Einen Teil ihrer Jugend verbrachte Juliana am Hof des Braunschweiger Welfen-Herzogs August des Jüngeren. In seinem Schloss in Wolfenbüttel erlangte sie offenbar einen hohen Grad an Bildung und Kunstsinn.
Sie verlobte sich am 16. Juli 1652 mit ihrem elf Jahre jüngeren zukünftigen Gemahl Manfred aus der Weiltinger Nebenlinie des Hauses Württemberg. Die Hochzeit fand am 30. Oktober 1652 am Hof in Wolfenbüttel statt. Als ihr Gatte 1662 starb, übernahm sie im Alter von 46 Jahren vormundschaftlich für ihren ältesten Sohn Friedrich Ferdinand bis 1679 die Regierung der kleinen Nebenlinie des Herzogtums Württemberg. Trotz der begrenzten Ressourcen ihres kleinen Territoriums war das Hofleben in Weitlingen auf einen hohen intellektuellen und kulturellen Niveau. Sie arbeitete eng mit dem aus Ulm stammenden Hofprediger Tobias Nißlen (1636–1710) zusammen, der auch der Erzieher ihrer Söhne war. Herzogin Juliana blieb als große Wohltäterin und fromme Landesmutter ihrer Herrschaften in Weiltingen und Brenz in Erinnerung.
Ihre letzte Ruhe fand Herzogin Juliana am 17. Mai 1691 in der von ihr in Auftrag gegebenen Gruft in der St.-Peters-Kirche in Weiltingen, an deren heutigem Erscheinungsbild sie durch die von ihr veranlassten Umbauarbeiten von 1675 bis 1685 wesentlichen Anteil hat.

## Nachkommen
Aus der Ehe mit Manfred von Württemberg-Weiltingen gingen folgende Söhne hervor:
- Friedrich Ferdinand (1654–1705), ⚭ Elisabeth von Württemberg-Mömpelgard (1665–1726), Tochter von Herzog Georg II. von Württemberg-Mömpelgard
- August (1656–1689)
- Manfred (1658–1688)